# Liste d'accidents aériens en 2018
Pour un article plus général, voir Liste de listes d'accidents aériens.
 (août 2018).
Si vous disposez d'ouvrages ou d'articles de référence ou si vous connaissez des sites web de qualité traitant du thème abordé ici, merci de compléter l'article en donnant les références utiles à sa vérifiabilité et en les liant à la section « Notes et références ».
Liste d'accidents et incidents aériens non exhaustive en 2018 :

## Janvier
- Le 13 janvier, le vol Pegasus Airlines 8622, un Boeing 737-800 dérape au bout de la piste à l'aéroport de Trabzon, en Turquie, et finit sa course sur une colline escarpée à quelques mètres de la mer Noire. Les 168 passagers et membres d'équipage survivent et ne subissent aucune blessure[1].

## Février
- Le 11 février, lors du vol Saratov Airlines 703, un Antonov An-148 de la compagnie russe Saratov Airlines, s'écrase avec 71 personnes à bord près du village d’Argunovo, en Russie. Il n'y aurait aucun survivant[2].
- Le 18 février, le vol Iran Aseman Airlines 3704 reliant Téhéran et Yassoudj, en Iran, disparaît 50 minutes après le décollage dans la région de Semirom avec 66 personnes à bord[3]. L'appareil était un ATR 72 de la compagnie Aseman Airlines.

## Mars
- Le 6 mars , un avion militaire type AN-26 s'écrase à 500 mètres de la piste d’atterrissage de la base aérienne de Hmeimim en Syrie, il n'y aurait aucun survivant parmi les 39 personnes à bord.
- Le 12 mars, un Bombardier Q400 assurant le vol US-Bangla Airlines 211 de la compagnie US Bangla Airlines, s'écrase avec 71 personnes à bord au moment de l'atterrissage sur l'aéroport de Katmandou au Népal.
- Le 15 mars 2018, un avion Antonov AN-12 russe appartenant au conglomérat canadien Kinross Gold, et transportant pour son compte 9.3 tonnes de lingots d'or, connaît un problème technique au décollage de l’aéroport de Yakoutsk en Sibérie. Le déplacement de la cargaison arrache la porte de la soute, provoquant la perte de 3.4 tonnes d'un alliage d'or et de cuivre, dispersé sur 26 km, ce qui force l'avion a atterrir à proximité[4] ; il n'est pas fait mention de perte humaine, et selon Kinross Gold le lendemain tous les lingots avaient été récupérés[4].

## Avril
- Le 11 avril, un Iliouchine Il-76 algérien s'écrase peu après son décollage de la base de Boufarik, au sud de la capitale algérienne. Le dernier bilan fait état de 257 morts, 26 membres du Front Polisario seraient parmi les victimes.
- Le 17 avril, lors du vol Southwest Airlines 1380, le réacteur d'un Boeing 737 (un CFM56) a été victime d’une perte d’aube fan. Un débris a perforé un hublot et une passagère a été partiellement aspirée, elle est décédée à l'hopital[5].
- Le 29 avril, un Lockheed C-130 Hercules libyen qui avait décollé d'un aérodrome près de Tripoli en Libye s'écrase au décollage. L'accident fait 3 victimes parmi les 4 membres d’équipage à bord de l'avion.

## Mai
- Le 2 mai, un avion type Lockheed WC-130H de US Air National Guard de Porto Rico s’écrase dans le comté de Chatham aux États-Unis. Il n'y a aucun survivant parmi les 9 personnes à bord.
- Le 18 mai, le vol Cubana 972, un Boeing 737-200 de la compagnie cubaine Cubana de Aviacion, s'écrase peu après son décollage de l'aéroport international José Marti de La Havane, près de la municipalité de Holguin. Il y avait 103 passagers et 7 membres d'équipage, 3 survivants sont retrouvés dans un état critique, 107 personnes sont mortes, dont 2 membres du Front Polisario.

## Juin
- Le 5 juin, au Kenya un Cessna 208 Caravan opérant le vol Kitale-Nairobi s'écrase sur une crête du Parc national d'Aberdare à cause de la pluie et du brouillard. Les 8 passagers et les 2 pilotes meurent sous le choc d'après le journal local (Daily news)[6].

## Juillet
- Le 28 juillet, un Robin DR-400 avec 4 personnes à son bord percute la cime d'un arbre en essayant d’atterrir d'urgence dû à une panne moteur à l'aérodrome de Charleville-Mézières, le crash fait 2 victimes et 2 blessés légers[7].
- Le 31 juillet, le vol Aeroméxico Connect 2431, un avion Embraer 190 de la compagnie Aeroméxico Connect, perd ses moteurs au décollage et s’écrase puis s'enflamme à l’aéroport international de Durango après avoir glissé sur 300 mètres sous un orage. Le gouvernement mexicain indique que grâce à la réaction de l'équipage il n’y a pas eu de décès sur les 103 personnes présentes dans l’avion, 2 personnes (le pilote et une passagère) auraient été toutefois blessées très grièvement. La piste privilégiée est qu'une très forte rafale de vent aurait fait tanguer l'aile gauche de l'appareil au point qu'elle touche le sol au décollage, le choc aurait alors provoqué la perte des deux moteurs.

## Août
- Le 4 août, un Junkers Ju 52 de la compagnie Ju-Air s'écrase sur le flanc sud du Piz Segnas, à 2 540 mètres d'altitude, dans le canton des Grisons en Suisse, tuant les 17 passagers et 3 membres d'équipage. Il s'agit du plus grave accident aérien survenu en Suisse depuis 2001.
- Le 11 août, un employé d'Alaska Airlines vole un bimoteur à hélices Bombardier Q400 vide à l'aéroport de Seattle-Tacoma, et meurt en s'écrasant volontairement dans le Puget Sound, le bras de mer qui longe la ville de Seattle, sans faire d'autre victime que lui ; selon la police il s'agit du suicide d'un homme qui a agi seul, et non d'un acte terroriste[8].

## Octobre
- le 29 octobre, un Boeing 737 de la compagnie indonésienne Lion Air s'écrase en mer de Java 10 minutes après le décollage. Il n'y a aucun survivant parmi les 189 passagers et membres d'équipage.

## Décembre
- Le 10 décembre, un Cirrus SR22 immatriculé F-HUGE s'écrase dans les environs de Beauberry (71), conduisant au décès des trois occupants de l'avion. Le rapport du BEA identifie la cause de l'accident comme étant un vol inintentionnel en IMC (conditions météorologiques non compatibles avec un vol à vue et nécessitant de passer en configuration de vol aux instruments) [9].